# انتخابات ریاست‌جمهوری ایالات متحده آمریکا (۱۹۶۴)
انتخابات ریاست جمهوری آمریکا در روز سه شنبه۳ نوامبر ۱۹۶۴. برگزار شد نامزد وقت حزب دموکرات رئیس جمهور لیندون جانسون آماده بود برای نخستین بار با رای مردم به ریاست جمهوری برسد. کمتر از یک سال قبل پس از ترور سلف او جان اف کندی. جانسون به ریاست جمهوری رسیده بود.
رقیب جمهوری خواه نامزد سناتور بری گلدواتر از ایالت آریزونا با عدم پذیرش عمومی مردم قرار گرفت و شکست سختی خورد
جانسون با رای ۶۱٪ مردم آمریکا و۴۸۶ رای الکترال کالج‌های انتخاباتی به ریاست جمهوری ایالات متحده رسید.

## نگارخانه

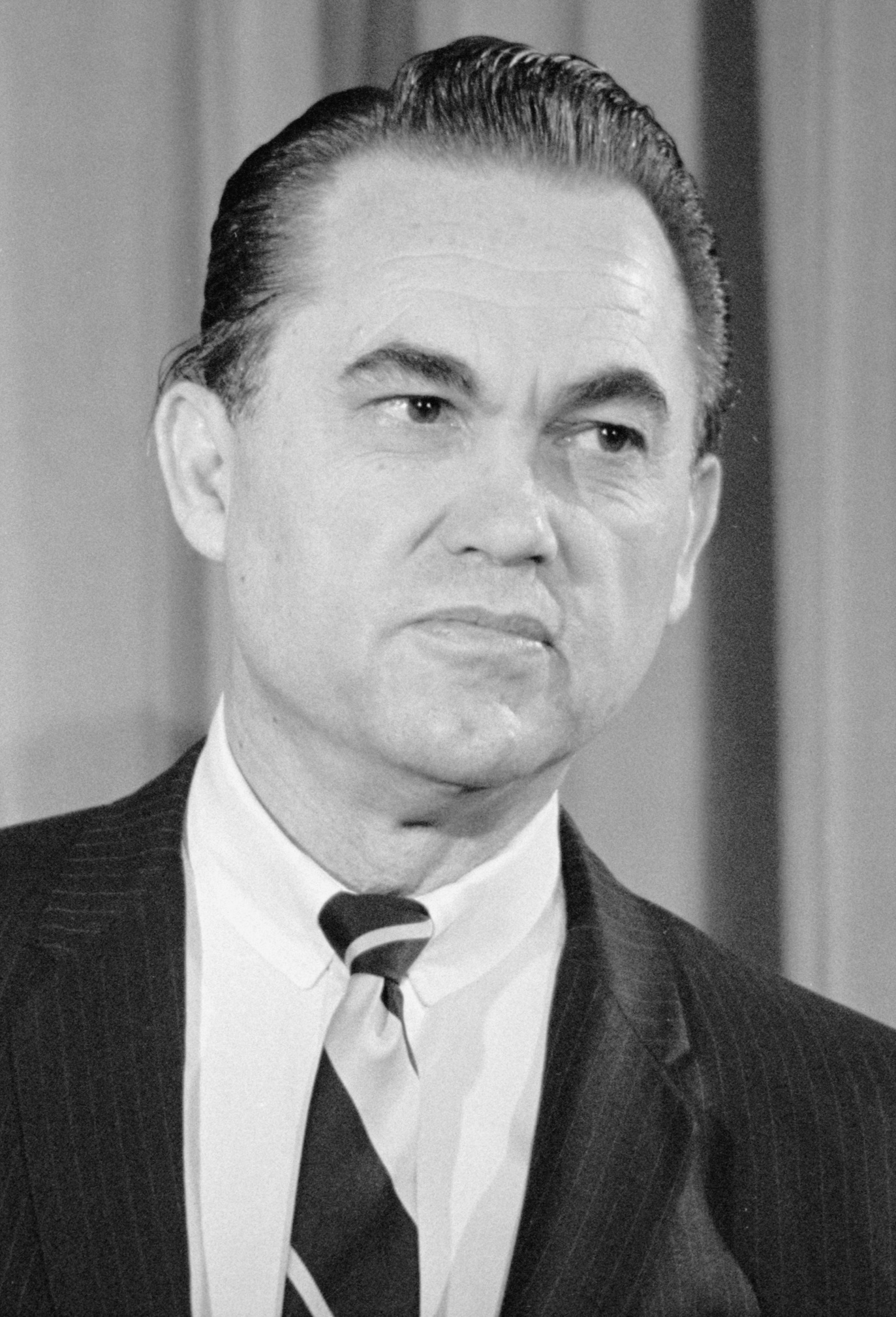
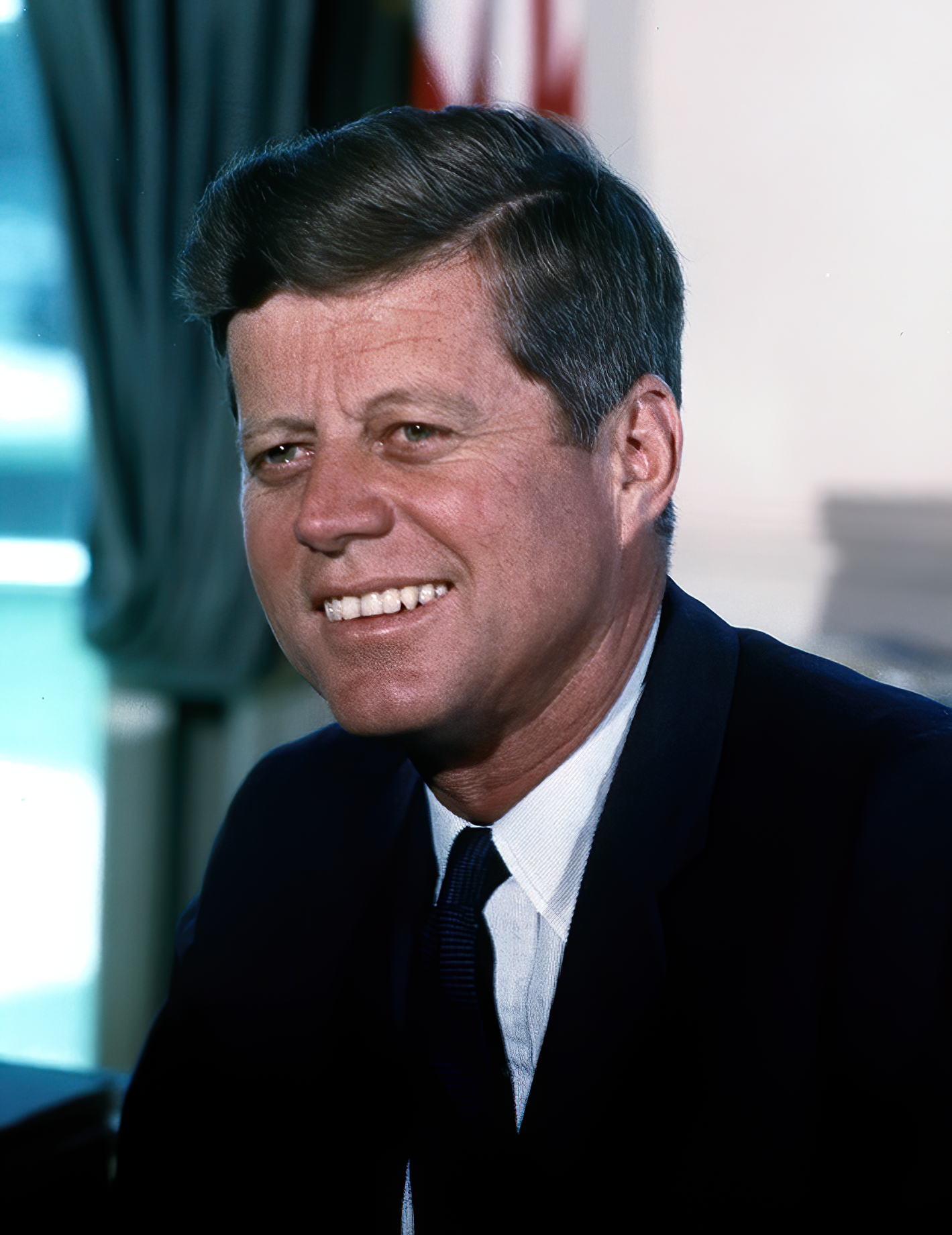

تصویر اول : جورج والاس چهل و پنجمین فرماندار آلاباما

تصویر دوم : جان اف. کندی سی و پنجمین رئیس‌جمهور ایالات متحده آمریکا که در ۲۲ نوامبر ۱۹۶۳ توسط لی هارولد اسوالد ترور شد.